# Roco
La ditta Roco, con sede a Salisburgo in Austria, è un produttore di modelli e accessori ferroviari in scala.
L'azienda produce modelli in scala H0 (1:87) così come scala TT (1:120) e scala H0 (1:87) (Schmalspur). Lo sviluppo di modelli in scala N (1:160) è opera della Fleischmann attraverso la società madre Modelleisenbahn Holding. In Europa, dopo Märklin con 128 mln € e Hornby 70,6 mln €, con 55 mln € di fatturato è il terzo costruttore di fermodellismo (dati 2008).

## Storia

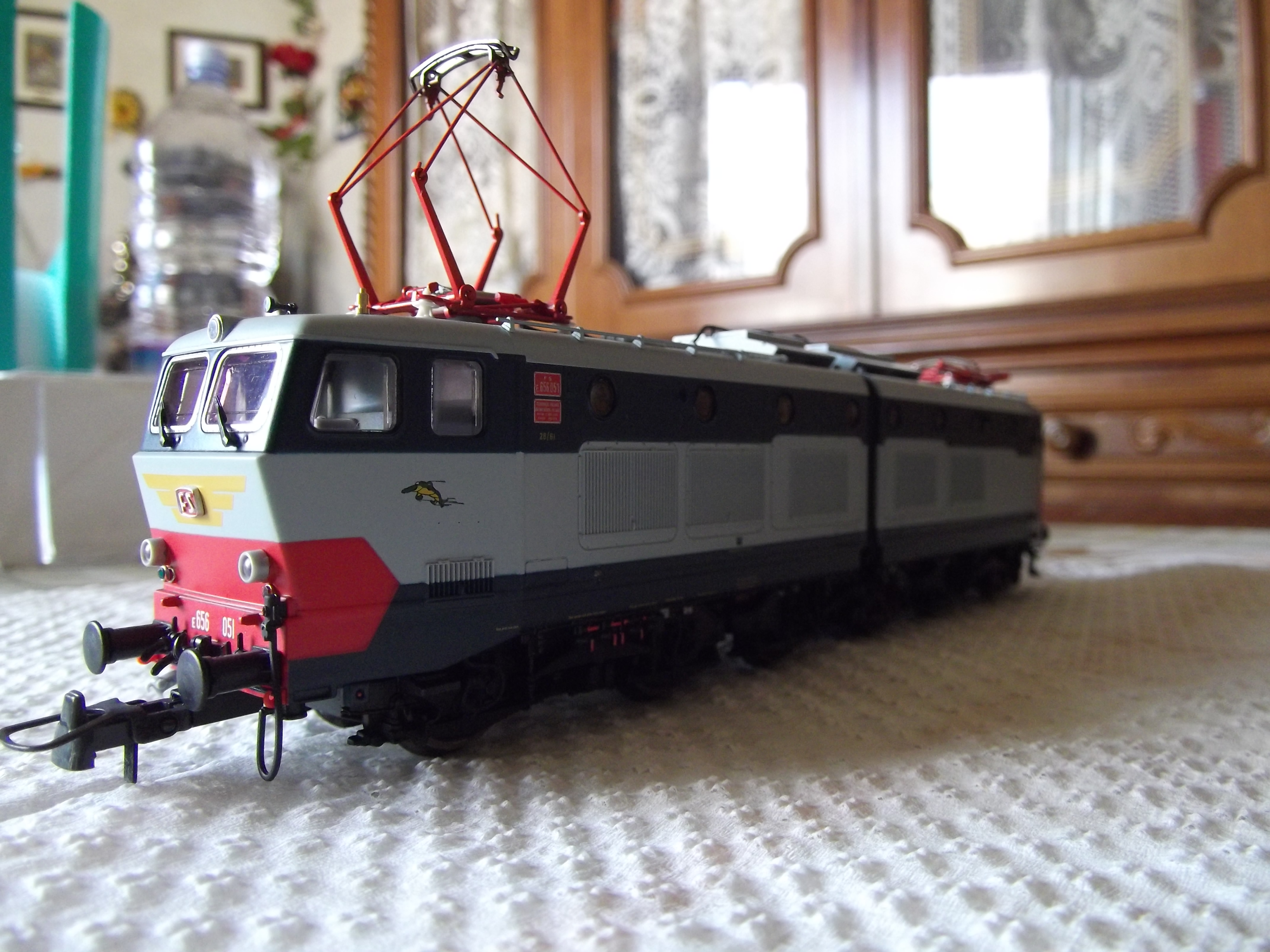
La locomotiva E.656.051 in livrea d'origine (Grigio perla-Blu orientale).

L'azienda è stata fondata nel 1960 dall'ingegner Heinz Rössler e ha iniziato l'attività con una serie di modelli militari in plastica denominati Minitanks. I veicoli in questione provengono da varie forze armate e hanno avuto un grande successo soprattutto con l'esportazione negli Stati Uniti.
1967 Produzione di modelli ferroviari in H0 commissionati da aziende americane.
1967 Sviluppo di carri merci H0 basato su originali europei; particolare successo in Germania grazie ai modelli finemente dettagliati e al rapporto qualità prezzo.
1975 Acquisizione di apparati industriali provenienti dalla Rowa e rilancio di nuovi modelli.
1976 Prime locomotive Roco sulla base di originali (DB BR 110, BR 140).
1977 Prima locomotiva a vapore BR 58 della DB.
1979 Sviluppo della locomotiva elettrica OBB Rh 1044 in H0.
1989 Sviluppo del primo binario Roco con massicciata.
1994 Lancio del nuovo giunto universale con pre-disaccoppiamento.
1995 Primi modelli con tecnologia digitale.
1999 Sviluppo dei modelli in fascia alta con la 310.23.

### La crisi e la rinascita
Il 15 luglio 2005 la Roco è stata dichiarata fallita dopo una crisi che ha investito quasi tutte le grandi aziende del settore. Dal 25 luglio, con il cambio di proprietà, l'azienda continua con Modelleisenbahn GmbH che presenta un nuovo corso di modernizzazione e innovazione, ma vengono ancora utilizzati il marchio e il logo originari Roco.
Il 1º ottobre 2007 la distribuzione della serie di prodotti Minitanks è ceduta al costruttore tedesco di automodelli Herpa.
Dal febbraio 2008 Modelleisenbahn acquisisce anche Fleischmann. Le due aziende, pur continuando come marchi distinti sotto Modelleisenbahn Holding GmbH, collaborano e beneficiano di economie e progetti comuni di sviluppo di marketing e appalti. Acquisizione dei diritti di parti del programma Klein Modelbahn.
2010 Lancio sul mercato di nuovi prodotti digitali.
2012 Creazione del sistema di controllo Z21 - permette il controllo di un tracciato ferroviario in scala  "come un macchinista"  smartRail - esperienza di guida in loco con dispositivi Tablet e Smartphone.
La gamma di modelli è stata ampliata oltre che con modelli ferroviari in scala H0 con le più piccole scale N e TT, la gamma di prodotti è esclusivamente in C.C. benché produca anche modelli per il sistema in C.A.
La linea di modelli disponibili copre molti paesi europei, tra cui Germania, Italia, Francia, Spagna, Austria, Svizzera, Svezia e Paesi Bassi, e anche gli Stati Uniti.
Oggi la Roco rappresenta per qualità e dettagli una delle massime aziende produttrici del settore, viene presa come riferimento soprattutto nella parte meccanica.